# Shōji Nishio
Shōji Nishio (jap. 西尾昭二 Nishio Shōji; ur. 5 grudnia 1927, zm. 15 marca 2005) – japoński mistrz sztuk walki, twórca odmiany aikido – aikido nishio.
W dzieciństwie trenował judo (6 dan) i karate (5 dan). W 1951 r. sensei Y. Sodeyama, mistrz karate i nauczyciel sensei'a Nishio, opowiedział mu o swojej "walce" z ō-sensei'em Ueshibą (Sodeyama nie zdołał nawet dotknąć ō-sensei'a) i zachęcił młodego Shōji do nauki aikido. 
Sensei Nishio stał się jednym z najwybitniejszych uczniów Morihei Ueshiba, otrzymał z jego rąk 8 dan. Osiągnął także biegłość w wielu innych sztukach walki: aikido (8 dan), iaidō (7 dan), judo (6 dan), karate (5 dan) i kendo (3 dan). Praktyka tylu szkół walki zaowocowała stworzeniem przez Shōji Nishio własnego, charakterystycznego stylu aikido, nazwaną od jego imienia: aikido nishio. 
Nishio przez kilkanaście lat jeździł po świecie, nauczając swojej odmiany aikido. Jednymi z jego najwybitniejszych uczniów są Ichirō Shishiya (7 dan aikido, 5 dan aiki toho iai), Koji Yoshida (7 dan aikido, 7 dan aiki toho iai), Takao Arisue (7 dan aikido, 7 dan aiki toho iai), Yasuhiko Takemori (7 dan aikido, 8 dan aiki toho iai), Toshikazu Ichimura (6 dan aikido), Yoshiharu Hosoda (6 dan aikido, 6 dan aiki toho iai), Jean-Michel Bovio (6 dan aikido, 5 dan aiki toho iai), Takashi Kuroki (6 dan aikido: Aikido Shidoin of Aikikai Takaoka, 5 dan aiki toho iai) czy Jiří Marek (5 dan aikido, 4 dan aiki toho iai). 
Shōji Nishio zmarł 15 marca 2005 w Tokio.

## Aikido nishio
Cechą charakterystyczną dla aikido nishio jest nakaz, aby stopa była prosta, a nie (jak na przykład w innych stylach aikido) skręcona na zewnątrz. Kolejną ważną cechą jest atemi, rozumiane jako uderzenia mające zastopować energię przeciwnika. Niekiedy oznacza to 6 lub 7 uderzeń w czasie wykonywania jednej techniki. Atemi są wyprowadzane przede wszystkim po liniach charakterystycznych dla cięć-ruchów miecza. 
Shōji Nishio nie tylko stworzył własną szkołę aikido, ale także zaproponował nowe spojrzenie na techniki miecza. Jego aikido toho to zbiór piętnastu form (kata) iaidō stworzony dla lepszego zrozumienia ruchów aikido. Każdy bowiem ruch w aikido nishio znajduje swoją interpretację w walce mieczem.